# Peter Fernando
Peter Fernando (ur. 22 marca 1939 w Idinthakarai, zm. 30 grudnia 2016) – indyjski duchowny katolicki, biskup diecezjalny Tuticorin 1999–2003 i arcybiskup Maduraj 2003–2014.

## Życiorys
Święcenia kapłańskie otrzymał 31 maja 1971.
23 lutego 1996 papież Jan Paweł II mianował go biskupem koadiutorem Tuticorin. 29 maja tego samego roku z rąk arcybiskupa Marianusa Arokiasamy przyjął sakrę biskupią. 8 grudnia 1999 objął obowiązki biskupa diecezjalnego. 22 marca 2003 mianowany arcybiskupem Maduraj. 26 lipca 2014 ze względu na wiek na ręce papieża Franciszka złożył rezygnację z zajmowanej funkcji.
Zmarł 30 grudnia 2016.